# Mansoor (Wrestler)
Mansoor Al-Shehail (* 25. Oktober 1995 in Riad, Saudi-Arabien) ist ein arabischer Wrestler. Er steht derzeit bei der WWE unter Vertrag und tritt regelmäßig in deren Show SmackDown auf.

## Wrestling-Karriere

### Free Agent (2015–2018)
Al-Shehail wurde ursprünglich von den Stoner Brothers und Dory Funk Jr. ausgebildet. In seiner frühen Karriere arbeitete er unter den Namen Manny Faberino und Big Money Manny als Free Agent für verschiedene Promotionen, darunter Hoodslam, All Pro Wrestling, die Stoner Brothers University, Best of the West Wrestling und Gold Rush Pro Wrestling. Während dieser Zeit gewann er einmal die Hauptmeisterschaft von East Bay Pro Wrestling, die er nach seiner Unterschrift bei WWE abgab.

### World Wrestling Entertainment (seit 2018)
Al-Shehail war einer von acht Teilnehmern, die WWE während eines Tryouts in Jeddah, Saudi-Arabien, vor dem Greatest Royal Rumble 2018 entdeckt hatte. Er wurde in einem Segment während der Veranstaltung vorgestellt, in dem er und seine Kollegen an einer Auseinandersetzung mit Shawn Daivari und Ariya Daivari teilnahmen. Er gab unter seinem richtigen Namen sein WWE-Debüt bei einem NXT Live Event am 6. September 2018 und verlor gegen Luke Menzies. Er gab sein Fernsehdebüt in der Folge von NXT vom 6. Februar 2019, in der er von Jaxson Ryker besiegt wurde. Bei der WWE Veranstaltung Super ShowDown 2019 in Jeddah gewann Mansoor eine 50 Mann Battle Royal und eliminierte zuletzt Elias. Sein nächster Fernsehauftritt fand in der Folge von NXT UK am 1. Mai statt, er verlor gegen Travis Banks. Am 8. November 2019 gab er sein Debüt auf 205 Live.
Am 3. Mai 2021 unterschrieb er einen Vertrag bei Raw und schloss sich somit dem Main Roster an. Sein Debüt-Match gegen Sheamus verlor er. Am 1. Oktober 2021 wurde er beim WWE Draft zu SmackDown gedraftet. Am 22. April 2022 wurde er bei einem nicht ausgestrahlten Segment als Mitglied des Maximum Male Models unter der Leitung von Max Dupri vorgestellt. Am 1. Juli 2022 trat er zum ersten Mal mit ihm unter den Ringnamen Mån.Sôör auf.

## Titel und Auszeichnungen
- East Bay Pro Wrestling
  - EBPW Championship (1×)

- Pro Wrestling Illustrated
  - Nummer 441 der Top 500 Wrestler in der PWI 500 in 2019